# Clinodiplosis longicornis
Clinodiplosis longicornis är en tvåvingeart som först beskrevs av Ephraim Porter Felt 1918.  Clinodiplosis longicornis ingår i släktet Clinodiplosis och familjen gallmyggor.
Artens utbredningsområde är New York. Inga underarter finns listade i Catalogue of Life.